# Stadio Alfonso Lastras
Lo Stadio Alfonso Lastras (in spagnolo Estadio Alfonso Lastras) è uno stadio di San Luis Potosí, in Messico. Ospita le partite casalinghe dell'Atlético San Luis.